# Lām

Lām in isolierter Form

Lām, لام, ist der 23. Buchstabe des arabischen Alphabets. Er ist aus dem phönizischen Lamed hervorgegangen und dadurch mit dem lateinischen L, dem griechischen Lambda und dem hebräischen Lamed verwandt. Ihm ist der Zahlenwert 30 zugeordnet.

## Lautwert und Umschrift
Das Lām entspricht dem deutschen L in „Ludwig“. Es wird daher in der DMG-Umschrift mit „l“ wiedergegeben.
Das Lām ist ein Sonnenbuchstabe, d. h., ein vorausgehendes al- (bestimmter Artikel) wird assimiliert.

## Schreibung
Folgt dem Lām ein Alif, wird statt der Schreibung لـا die Ligatur لا (Lām-Alif) verwendet.

## Lām in Unicode
| Unicode Codepoint | U+0644            |
| Unicode-Name      | ARABIC LETTER LAM |
| HTML              | &#1604;           |
| ISO 8859-6        | 0xe4              |